# 帕斯卡尔·加松祖
帕斯卡尔·加松祖（？—）是布隆迪外交官。2011年至2017年担任布隆迪驻华大使，兼驻日本和越南。

## 经历
1990年赴华留学，在北京语言学院学习中文、中国文学。之后在中央美术学院艺术与应用艺术学院获得了艺术学学士学位，在广告设计公司实习、工作。2011年3月上任驻华大使。